# Подвійна швидкість
Подвійна швидкість (англ. Double Speed) — американська кінокомедія Сема Вуда 1920 року.

## Сюжет
Авто гонщик Спід Карр бере участь у марафонській гонці по території Сполучених Штатів, з Нью-Йорка в Лос-Анджелес. Він стикається з численними перешкодами, не пов'язаними з гонкою, які він повинен вирішити, перш ніж закінчиться гонка.

## У ролях
- Воллес Рід — Спід Карр
- Ванда Хоулі — Саллі МакФерсон
- Теодор Робертс — Джон Огден
- Таллі Маршалл — Дональд Макферсон
- Люсьєн Літтлфілд — Реджинальд Тобі
- Гай Олівер — Павн Брокер
- Максин Елліотт Хікс — автогонщик
- Тедді Тетцлафф — автогонщик